# John Doo
Chien Lien Tu, més conegut com a John Doo (Chongqing, Xina, 1942 - ?, 2 de febrer de 2012) va ser un cineasta, guionista, actor i productor de cinema sino-brasiler.
El 1950, amb vuit anys, va emigrar al Brasil i el 1963 va fer el seu primer treball al cinema, com a continuïsta i actor a la pel·lícula O Cabeleira (1963). Es va estrenar en la direcció com a assistent d'Amácio Mazzaropi, a O Puritano da Rua Augusta.
Va morir després d'un llarg coma que li va provocar un accident vascular.

## Filmografia
- Discretion Assured (1993) [actor] .... Cheng
- A Dama do Cine Shanghai (1990) [actor] .... Chuang
- Presença de Marisa (1988) [director, guionista]
- Prisioneiras da Selva Amazônica (1987) [actor]
- Ópera do Malandro (1986) [actor]
- Filme Demência (1986) [actor]
- A Mansão do Sexo Explícito (1985) [director de fotografia]
- Gozo Alucinante (1985) [actor]
- Um Casal de 3 (1984) [actor]
- Erótica, a Fêmea Sensual (1984) [actor]
- Volúpia de Mulher (1984) [director]
- Fernando da Gata (1983) [actor]
- A Fêmea da Praia (1983) [director de fotografia, director artístic]
- Nasce uma Mulher (1983) [actor]
- Excitação Diabólica (1982) [director, guionista]
- Escrava do Desejo (1982) [director, guionista]
- O Prazer do Sexo (1982) [director]
- Viúvas Eróticas (1982) [actor]
- Devassidão, Orgia e Sexo (1981) [director, guionista]
- As Ninfas Insaciáveis (1981) [director, guionista, director musical]
- Aqui, Tarados! (1981) [actor, director] (segment "A Tia de André")
- Como Afogar o Ganso (1981) [actor]
- Delírios Eróticos (1981) [director] (segment "Amor Por Telepatia") [guionista] (segmento "Amor Por Telepatia")
- Duas Estranhas Mulheres (1981) [actor] .... China (segment "Eva")
- Pornô! (1981) [director] (segment "O Gafanhoto")
- Sexo Profundo (1981) [actor, coproductor]
- A Noite das Taras (1980) [director]
- Bacanal (1980) [actor]
- Uma Estranha História de Amor (1979) [director, guionista]
- E Agora José? - Tortura do Sexo (1979) [actor]
- Ninfas Diabólicas (1978) [director, guionista] [productor]
- As Amantes de um Homem Proibido (1978) [actor]
- Já não Se Faz Amor como antigamente (1976) [actor] .... (segment "Flor de Lys")]
- O Cabeleira (1963) [actor]